# Marino Ceccoli
Marino Ceccoli (Perugia, ... – XIV secolo) è stato un poeta italiano.

## Biografia
Poeta burlesco, fu in corrispondenza con Cino da Pistoia e Cecco Nuccoli.
Non sono noti l'anno e il luogo della morte, avvenuta dopo il 1369.